# Pic d'Aragüells
El Pic d'Aragüells o Aragüells és una muntanya de 3.043 m d'altitud, amb una prominència de 127 m, que es troba al massís de la Maladeta, província d'Osca (Aragó).